# Bitwy o dolinę Kinnarot
Bitwy o dolinę Kinnarot – starcia zbrojne, które miały miejsce pomiędzy żydowską organizacją paramilitarną Hagana a wojskami syryjskimi o dolinę Kinnarot, położoną w otoczeniu południowego wybrzeża Jeziora Tyberiadzkiego. Bitwy stoczono podczas I wojny izraelsko-arabskiej w dniach 15–21 maja 1948. Bitwy zakończyły się taktycznym patem, nie dającym żadnej ze stron rozstrzygnięcia. Jest jednak spostrzegana jako izraelskie zwycięstwo, pomimo że Syria odniosła pewne niewielkie sukcesy w postaci zdobyczy terytorialnych.

## Tło wydarzeń

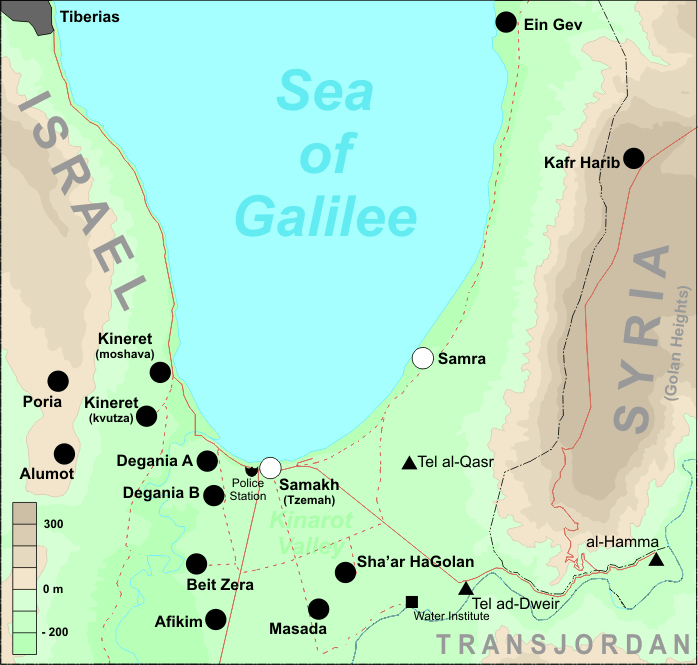
Mapa terenów doliny Kinnarot przed rozpoczęciem walk w 1948

Rejon Jeziora Tyberiadzkiego od samego początku XX wieku był miejscem żydowskiego osadnictwa. Szczególnie dobrym miejscem pod rozwój osadnictwa rolniczego okazały się tereny położone na południe od jeziora, wokół rzeki Jordan. W 1909 powstał tutaj pierwszy kibuc Deganja Alef, następnie w 1920 Deganja Bet, w 1932 Afikim, i w 1937 kolejne Massada, Sza’ar ha-Golan oraz położony bardziej na północny wschód En Gew. W latach 30. XX wieku na tym obszarze nasilił się konflikt żydowsko-arabski. Po rewolcie arabskiej w latach 1936–1939 brytyjskie władze mandatowe wybudowały tutaj fort policji mandatowej o nazwie Fort Tegart, który powstał przy strategicznym skrzyżowaniu dróg przy arabskiej wiosce Samakh.
Przyjęta 29 listopada 1947 Rezolucja Zgromadzenia Ogólnego ONZ nr 181 przyznała te tereny państwu żydowskiemu. Arabowie odmówili jednak uznania rezolucji i doprowadzili 30 listopada do wybuchu wojny domowej w Mandacie Palestyny. W trakcie jej trwania arabskie milicje atakowały żydowskie konwoje, paraliżując w znacznym stopniu komunikację w Galilei. Zmusiło to żydowską organizację paramilitarną Hagana do wzmocnienia swojej obecności w tym rejonie i chronienia konwojów jadących z zaopatrzeniem do żydowskich osiedli. W międzyczasie państwa arabskie przygotowały plan zbrojnej interwencji w Palestynie. Początkowo wojska syryjskie planowały uderzyć na państwo żydowskie z terenu południowego Libanu, zająć Safed, a następnie zlikwidować żydowskie osady w obszarze Galilei. Gdy jednak okazało się, że Liban nie będzie angażować się aktywnie w wojnę w Palestynie, dowództwo syryjskie rozkazało Arabskiej Armii Wyzwoleńczej przegrupowanie swoich sił w rejon Safedu. Natomiast wojska syryjskie miały przeprowadzić natarcie z południowej części Wzgórz Golan w kierunku na Tyberiadę.
Koncentracja sił syryjskich odbyła się 1 maja 1948 w mieście Katana, w południowo-zachodniej Syrii. Następnie przeszły do Bejrutu (12 maja) i Sydonu (13 maja) w Libanie, aby zająć pozycje wyjściowe do ataku w rejonie Bint Dżubajl. Po nagłej zmianie planów, oddziały wycofały się do An-Nabatijja, skąd pośpiesznie przegrupowano je do Banias i al-Kunajtira na Wzgórzach Golan. W skład wojsk syryjskich wchodziła brygada piechoty, licząca około 2 tys. żołnierzy w dwóch batalionach piechoty, jednym batalionie pancernym i jednym batalionie artylerii. Syryjskie siły były słabo wyszkolone, a zapasy amunicji wystarczały jedynie na siedem dni walki. Dodatkowym niekorzystnym czynnikiem były duże przegrupowania oddziałów w ostatnich dniach poprzedzających wybuch wojny. Żołnierze byli zmęczeni i niewyspani, co ograniczało ich zdolności bojowe.
Dowództwo żydowskiej Hagany zdawało sobie sprawę ze skali zagrożenia, spodziewało się jednak ataku wojsk syryjskich na północ od Jeziora Tyberiadzkiego. W tamtym rejonie rozmieszono siły dwóch batalionów Brygady Jiftach. Natomiast siły Brygady Golani chroniły rejonu Tyberiady, doliny Jordanu, doliny Bet Sze’an i doliny Jezreel. Był to bardzo rozległy obszar, dlatego siły przeznaczone do obrony konkretnych żydowskich osiedli były bardzo ograniczone, tak pod względem ilości żołnierzy, jak i ilości uzbrojenia oraz amunicji.

## Przebieg bitwy

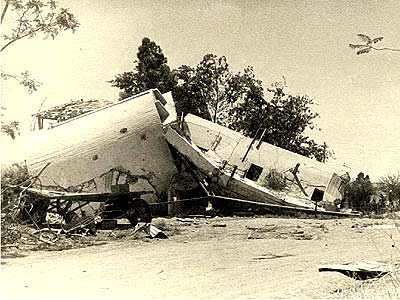
Zniszczona wieża ciśnień w kibucu Sza’ar ha-Golan

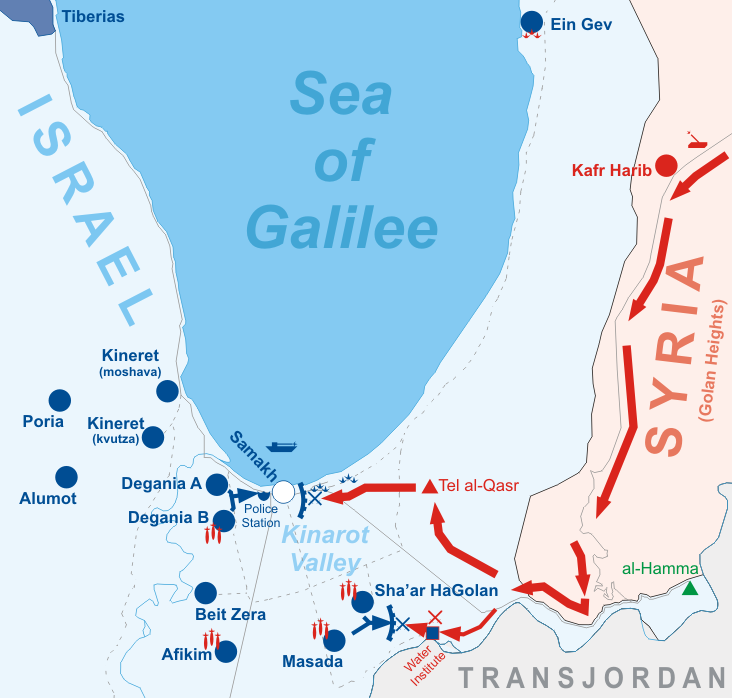
Przebieg walk 15 i 16 maja 1948

Wraz z wybuchem I wojny izraelsko-arabskiej, wieczorem 15 maja 1948 większość oddziałów syryjskiej 1 Brygady zajęła pozycje w rejonie wzgórza Tel al-Qasr, u południowego zachodniego podnóża Wzgórz Golan. W nocy z 15 na 16 maja jeden z syryjskich oddziałów skierował się na południe i zajął izraelską przepompownię wody na rzece Jarmuk.
O godzinie 1.00 w nocy, 16 maja, syryjska artyleria ostrzelała kibuc En Gew. O świcie syryjskie samoloty zbombardowały kibuce Deganja Bet, Masada, Sza’ar ha-Golan i Afikim. Tymczasem w rejon kibuców Deganja Alef i Deganja Bet dotarły posiłki z Tyberiady. Trzy plutony z 12 Batalionu Brygady Golani wspierane przez posiłki przybyłe z okolicznych osad, wkroczyły do arabskiej wioski Samakh i zajęły pozycje obronne. Popołudniem wysłano dwóch saperów z zadaniem zaminowania drogi dojazdowej do wioski od strony wschodniej. Nie wiedzieli oni, że w ich pobliżu znajdują się już pozycje wojsk syryjskich. Ich pojazd został zniszczony, ale saperzy zdołali uciec. W tym samym dniu, niewielki oddział syryjski podjął próbę zajęcia kibucu Sza’ar ha-Golan, został jednak zatrzymany przez jego mieszkańców. Syryjczycy wycofali się i ostrzelali z artylerii kibuce Sza’ar ha-Golan i Masada. W wyniku ostrzału zniszczona została wieżę ciśnień (zginęła jedna osoba).
Przed świtem 17 maja, Syryjczycy zaatakowali wioskę Samakh. Ogień obrońców zmusił syryjskie czołgi Renault R-35 do wycofania się, a sama piechota nie była w stanie kontynuować natarcia. Dowództwo żydowskiej Hagany przez cały czas nie było w stanie określić rzeczywistych zamiarów Syryjczyków, i dlatego kontynuowano budowę umocnień obronnych w rejonie Tyberiady, nie przerzucając dodatkowych sił w rejon prowadzonych głównych walk. Dawid Ben Gurion określił sytuację na północy jako „bardzo poważną. Brakuje karabinów. Nie ma ciężkiej broni.” Izraelczycy odczuwali także dotkliwy brak doświadczonych dowódców polowych, a ci którzy byli pośpiesznie awansowani, nie posiadali odpowiedniej wiedzy i doświadczenia.
W nocy z 17 na 18 maja syryjscy żołnierze próbowali zaatakować obchodząc od strony północnej Jezioro Tyberiadzkie, weszli jednak na pole minowe. Wybuch miny zranił wysokiego syryjskiego oficera, po czym pozostali żołnierze wycofali się na pozycje wyjściowe. Wybuch zaalarmował mieszkańców okolicznych żydowskich osiedli, wywołując wśród wielu z nich panikę. Niektórzy z nich uciekali na południe, wprowadzając zamieszanie w prowadzoną ewakuację kobiet i dzieci z rejonu doliny Kinnarot. Autobusy z osobami ewakuowanymi były koncentrowane w rejonie kibucu Alummot i wioski Porijja Illit. Żydowska policja wojskowa Hagany zdołała opanować sytuację i bezpiecznie przeprowadziła pełną ewakuację do końca.

### Bitwa o Samakh

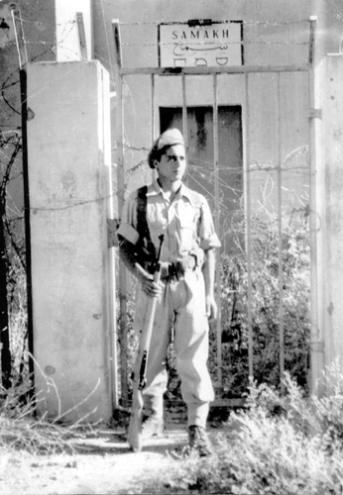
Żołnierz Palmach w wiosce Samakh

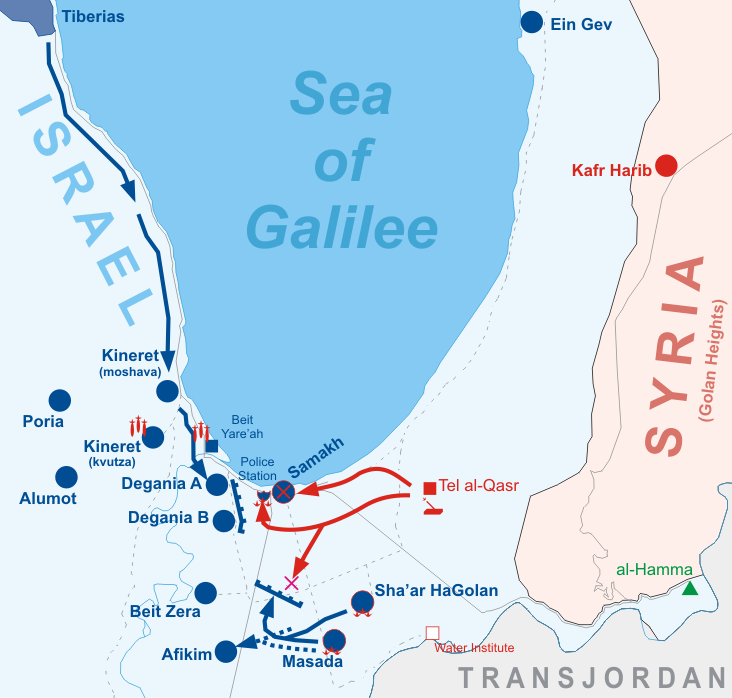
Przebieg bitwy o Samakh, 18-19 maja 1948

Około godziny 4:30 rano 18 maja, duże syryjskie zgrupowanie wojsk dowodzone przez generała Husni az-Za’im rozpoczęło natarcie na wioskę Samakh. Atak piechoty wspierało około 30 lekkich czołgów i samochodów pancernych. Syryjczycy podzielili swoje siły na dwie kolumny. Jedna atakowała od wschodu wzdłuż wybrzeża Jeziora Tyberiadzkiego. Natomiast druga atakowała od południowego wschodu, starając się zdobyć forty brytyjskiej policji i w ten sposób odciąć wioskę od sąsiednich żydowskich kibuców. Dodatkowo zabezpieczała główne siły przed ewentualnymi kontratakami ze strony kibuców Sza’ar ha-Golan i Masada. Prowadziła ona natarcie poruszając się na granicy zasięgu ognia prowadzonego z tych dwóch kibuców.
Atak został poprzedzony ostrzałem artyleryjskim, który wyrządził duże szkody obrońcom. Izraelczycy mieli stanowiska obronne urządzone w płytkich okopach lub w glinianych domach wiejskich, które nie były odporne na ostrzał ciężkiej artylerii. Z powodu ciężkich strat obrońcy byli zmuszeni opuścić wioskę i wraz z rannymi wycofać się do fortu brytyjskiej policji. Zastępca dowódcy Brygady Golani, Tzvika Levkov, poprosił o przysłanie posiłków z Tyberiady. Nie zdołały one jednak dotrzeć na czas. Tzvika Levkov widząc postępy nacierających Syryjczyków obawiał się całkowitego odcięcia swoich sił. Nie mając skutecznej broni do walki z czołgami i nie mogąc odpowiedzieć na ostrzał syryjskiej artylerii, zarządził odwrót. Jego przebieg był chaotyczny i towarzyszyły mu ciężkie straty.
Tego samego dnia, syryjskie samoloty zbombardowały kibuc Kewucat Kinneret i regionalną szkołę Beit Jerah, położone na południowo-zachodnim brzegu Jeziora Tyberiadzkiego. Pomimo to, Izraelczycy zdołali do wieczora ściągnąć posiłki i utworzyć nową linię obrony opierającą się o kibuce Deganja Alef i Deganja Bet. W nocy 3 Batalion Brygady Jiftach podjął nieudaną próbę odbicie fortu brytyjskiej policji przy wiosce Samakh. Pomimo poniesionej porażki, atak zakończył się taktycznym zwycięstwem, ponieważ spowodował opóźnienie o dwadzieścia cztery godziny syryjskiego ataku na żydowskie linie obrony w Deganja.
Rankiem 19 maja, mieszkańcy kibuców Sza’ar ha-Golan i Masada, bez rozkazu rozpoczęli ewakuację, kierując się do kibucu Afikim. Opuszczone osady zostały natychmiast zajęte przez żołnierzy syryjskich. Pomimo pośpiesznego wydania rozkazu powrotu do kibuców, odzyskanie ich było niemożliwe. Dowództwo usiłowało ukryć przed obrońcami fakt utraty tych dwóch osad, jednak słupy dymu wznoszące się z kibuców nie pozostawiały żadnych wątpliwości, że osady zostały zdobyte i zniszczone. Osłabiło to bardzo mocno morale obrońców.
Wieczorem 19 maja, delegacja obrońców Deganja przybyła do Tel Awiwu i spotkała się z Dawidem Ben Gurionem prosząc go o przysłanie posiłków z bronią ciężką. Szef sztabu operacji Jigael Jadin wyznaczył baterię czterech armat górskich Canon de 65 M (montagne) mle 1906 (kaliber 65 mm) do wysłania w rejon doliny Kinnarot. Początkowo miały być one wysłane do Jerozolimy, ale Ben Gurion zmienił decyzje.
W nocy z 18 na 19 maja, izraelski pluton Palmach przeprawił się drogą wodną i zaatakował główne pozycje syryjskie przy wzgórzu Tel al-Qasr. Rajd nie miał większego znaczenia militarnego, wywołał jednak zaskoczenie i chwilowe zamieszanie wśród Syryjczyków, dezorganizując ich plany dalszego ataku na Deganja. Drugi nocny rajd przeprowadziła kompania Brygady Jiftach, która przeprawiła się przez rzekę Jordan na północ od Jeziora Tyberiadzkiego i zaatakowała syryjską bazę wojskową Customs House w pobliżu mostu Bnot Jakub. Po krótkiej walce Syryjczycy uciekli. Żołnierze Palmach zniszczyli obóz i kilka pojazdów, w tym dwa samochody pancerne. Zwycięstwo było tym większe, że Izraelczycy nie ponieśli przy tym żadnych strat. Ten ostatni nocny rajd miał bardzo duże znaczenie taktyczne, ponieważ przekonał syryjskie dowództwo do kontynuowania dalszych działań wojennych na północ od Jeziora Tyberiadzkiego. Powstała w ten sposób chwilowa dezorganizacja w przepływie syryjskich rozkazów, dając żydowskim obrońcom cały dzień na wzmocnienie obrony.
W dniu 18 maja dowództwo nad obroną całego obszaru otrzymał Mosze Dajan. Następnego dnia w rejon kibuców Deganja dotarły znaczące posiłki w postaci kompanii rekrutów wraz z trzema grantanikami przeciwpancernymi PIAT oraz ochotnicy z żydowskich osiedli w Dolnej Galilei i dolinie Jezreel. Czas wykorzystano także do rozbudowy linii obronnych i uzupełnienia zaopatrzenia. Tymczasem, 19 maja dowództwo wojsk irackich zwróciło się do Syryjczyków z prośbą o zabezpieczenie ich prawego skrzydła w rejonie miasta Nablus przed atakami od strony Galilei. W ten sposób przejęcie kontroli nad doliną Kinaret ponownie stało się strategicznym celem wojsk syryjskich.

## Bitwa o Deganję

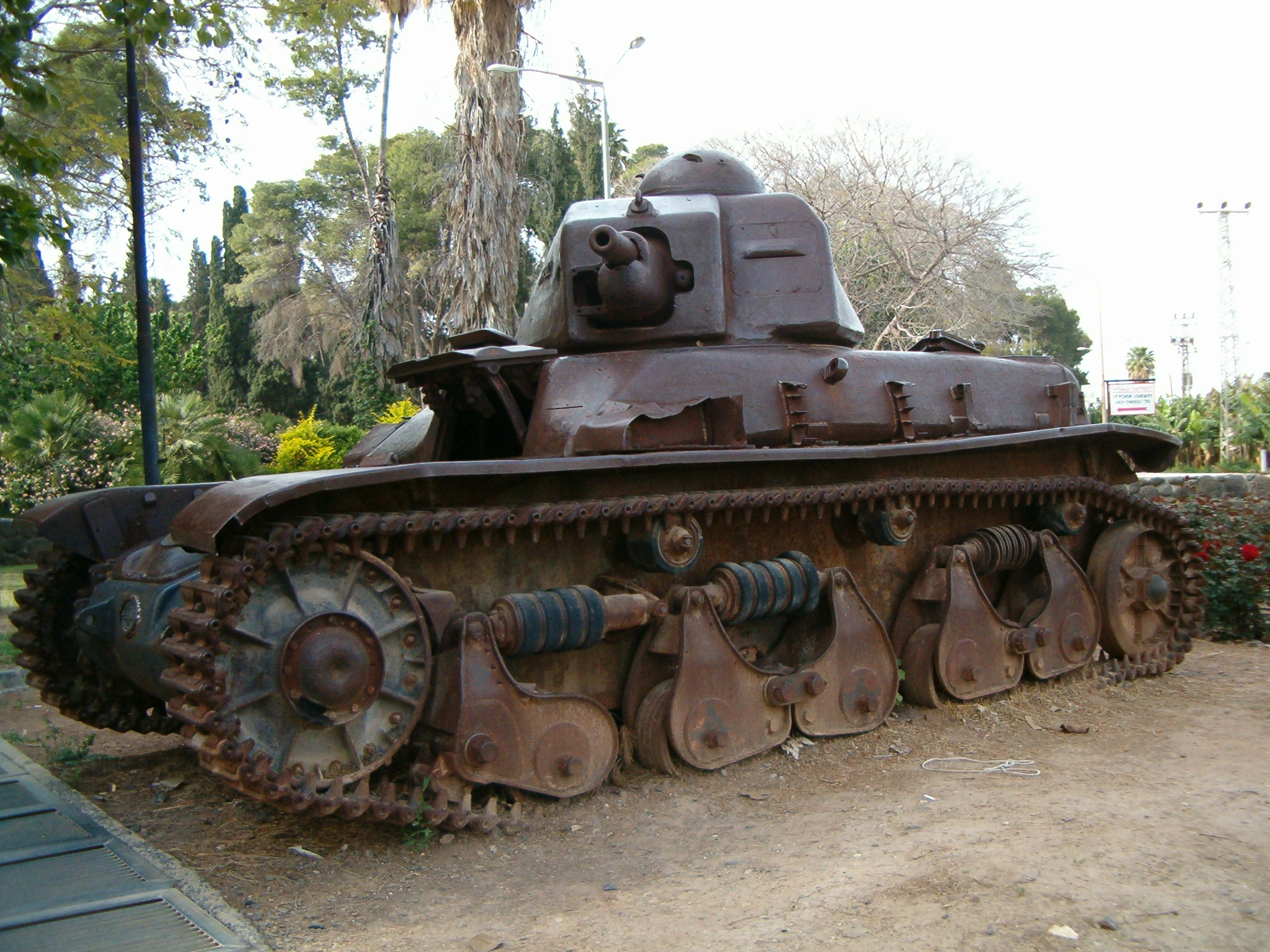
Zniszczony syryjski czołg Renault R-35 stojący przy wjeździe do kibucu Deganja Alef

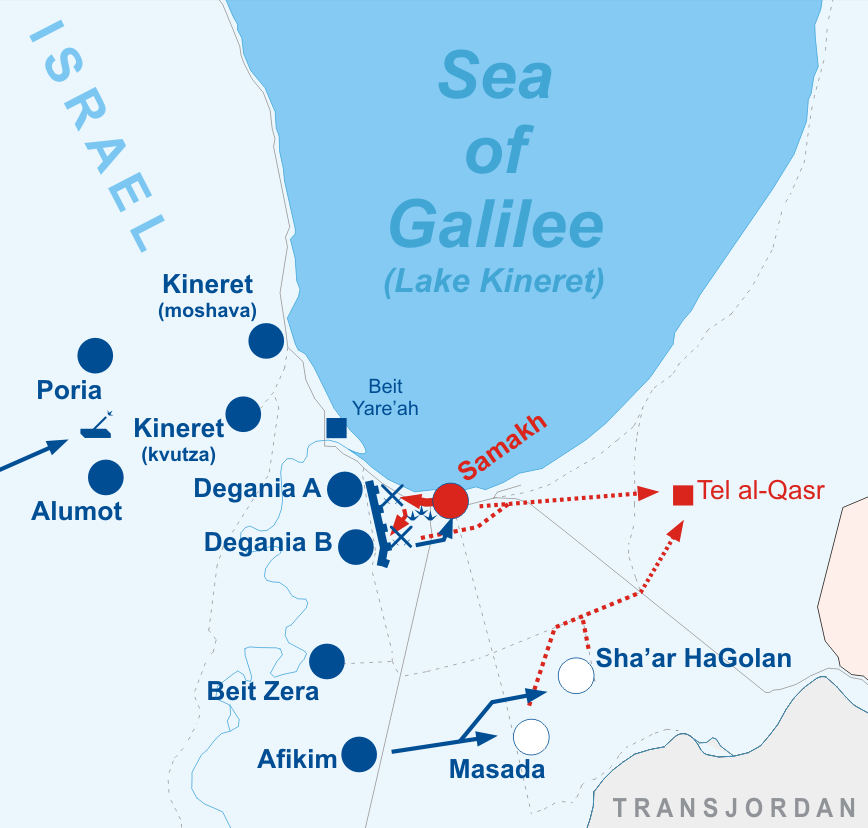
Przebieg bitwy o Deganję, 20-22 maja 1948

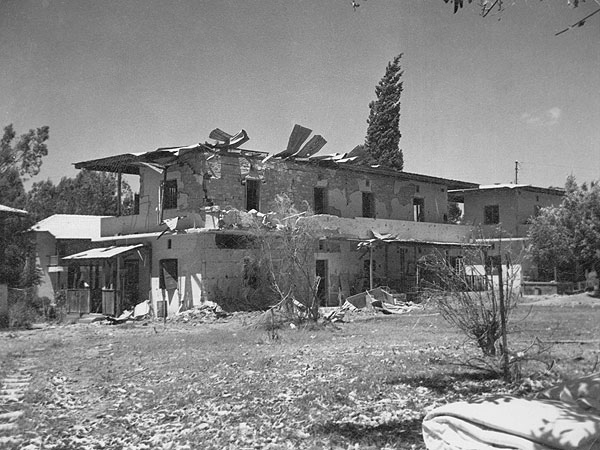
Zniszczony dom w Deganji

O godzinie 4:00 rano 20 maja, syryjska artyleria rozpoczęła ostrzał kibucu Deganja Alef. Ostrzał prowadzono z brytyjskiego fortu policji przy użyciu dział 75 mm oraz moździerzy 60 mm i 81 mm. Obronę kibucu Deganja Alef stanowiło 67 ludzi, którymi dowodził Aron Israel. Mieli oni wsparcie ogniowe ze strony trzech dział 20 mm, które były rozmieszczone w rejonie regionalnej szkoły Beit Jerah. Mieli także jeden moździerz 72,6 mm (został uszkodzony podczas bitwy) i jeden granatnik przeciwpancerny PIAT z piętnastoma pociskami.
Około godziny 4:30 syryjska piechota podjęła próbę przeniknięcia do kibucu Deganja Bet. Syryjczycy zostali jednak dostrzeżeni i odparci. O godzinie 6:00 rozpoczął się główny atak na kibuc Deganja Alef. Atak prowadziło pięć lekkich czołgów i kilka pojazdów opancerzonych, za którymi posuwała się kompania piechoty. Zdołali oni dotrzeć do bramy wjazdowej do kibucu, gdzie wywiązała się walka przy użyciu koktajli Mołotowa i granatnika PIAT. W ten sposób obrońcy zdołali zniszczyć cztery syryjskie czołgi i cztery pojazdy opancerzone (Izraelczycy zdołali je później naprawić). O godzinie 7:45 Syryjczycy wstrzymali natarcie i wycofali się.
Drugie natarcie zostało skierowane przeciwko kibucowi Deganja Bet. Tym razem atak poprowadziło osiem czołgów, wspieranych przez piechotę i ogień artylerii. Syryjczycy zdołali dotrzeć na odległość 400 metrów od osady, po czym ogień obrońców zmusił ich do odwrotu. Jednak atak zdezorganizował obronę w Deganja Bet do tego stopnia, że Mosze Dajan wysłał jednego ze swoich dowódców kompanii w celu oceny sytuacji. Około południa na teren bitwy dotarła bateria czterech izraelskich dział 65 mm, która zajęła pozycje na grzbiecie górskim pomiędzy kibucem Alummot i wioską Porijja Illit. Była to pierwsza izraelska bateria artylerii użyta podczas wojny. O godzinie 13:20 otworzyła ona ogień, wystrzeliwując ogółem około czterdziestu salw (500 pocisków). Izraelscy artylerzyści nie posiadali odpowiedniego wyszkolenia i prowadzony przez nich ogień był nieprecyzyjny. Pomimo to, jeden z pocisków uderzył w magazyn amunicji w wiosce Samakh, powodując duży wybuch i pożar. Izraelski ogień artyleryjski był całkowitym zaskoczeniem dla Syryjczyków, którzy zdecydowali się na wycofanie. Opuścili oni także zdobyte wcześniej kibuce Sza’ar ha-Golan i Masada. Izraelczycy myśleli, że to ogień artylerii zmusił Syryjczyków do odwrotu. Dopiero z opublikowanych po wojnie dokumentów dowiedziano się, że główną przyczyną syryjskiego odwrotu był brak amunicji. Dlatego dowodzący Husni az-Za’im nakazał odwrót, a uzupełnienia skierowano do 2 Brygady przygotowującej się do natarcia na północ od Jeziora Tyberiadzkiego.
W nocy z 20 na 21 maja, żydowskie siły ostrożnie wkroczyły do wioski Samakh i odbudowały linie obronne. Uszkodzone syryjskie czołgi i samochody pancerne wycofano do tyłu, gdzie przystąpiono do ich naprawy. Do dowództwa wysłano następujący raport: „Nasze siły odparły wczoraj ciężki atak czołgów, pojazdów opancerzonych i piechoty, który trwał około osiem godzin. Atak został odparty przez naszych bohaterskich ludzi, którzy używając koktajli Mołotowa i walki wręcz przeciwstawili się czołgom. Trzy calowe moździerze i ciężka broń maszynowa zebrały swoje żniwo na wrogu. Armaty polowe wywołały panikę podczas odwrotu nieprzyjaciela, który jeszcze wczoraj zajmował Samakh. Tego ranka nasze siły zajęły Samakh i przejęły dużą ilość francuskiej amunicji oraz lekką amunicję artyleryjską. Zdobyliśmy dwa czołgi i pojazdy opancerzone wroga. Wróg gromadzi duże siły na wzgórzach. Spodziewamy się kolejnego ataku.”
W dniu 22 maja żydowscy żołnierze zajęli zniszczone kibuce Sza’ar ha-Golan i Masada. Pozycje obronne w tych osadach zajęły posiłki, które przybyły z Brygady Karmeli. Tymczasem wielu uczestników bitwy zostało odesłanych do Tyberiady, na odpoczynek i regenerację sił. Jednostki, które poniosły duże straty, przeszły reorganizację i otrzymały uzupełnienia.

## Reakcje i następstwa
Bitwa zakończyła się taktycznym patem, nie dając żadnej ze stron rozstrzygnięcia. Pod kontrolą Syryjczyków pozostał niewielki obszar położony wokół wzgórza Tel al-Qasr, które pierwotnie miało wejść w skład państwa żydowskiego. Syryjczycy odnieśli więc niewielki sukces w postaci zdobyczy terytorialnej. Jednak odparcie syryjskiego ataku zostało przyjęte przez Izraelczyków jako zwycięstwo, które wzmacniało morale żydowskich żołnierzy.
Brytyjscy obserwatorzy po bitwie o dolinę Kinnarot doszli do przekonania, że Arabowie nie wygrają tej wojny. Jeden z obserwatorów powiedział, że Arabowie „nie będą już mieli ponownie większej przewagi niż tej w Deganja.”